# 마크 데이비스 (축구 선수)
마크 니컬러스 데이비스(영어: Mark Nicholas Davies, 1988년 2월 18일 ~ )는 잉글랜드의 전 축구 선수이다.